# Municipio Tixpéhual
Koordinaten: 20° 59′ 0″ N, 89° 26′ 0″ W
Tixpéhual ist ein Municipio im mexikanischen Bundesstaat Yucatán. Das Gemeindegebiet erstreckt sich über eine Fläche von 71,1 km², beim Zensus 2010 wurden 5388 Einwohner im Municipio gezählt. Verwaltungssitz ist das gleichnamige Tixpéhual.

## Geographie
Das Municipio Tixpéhual liegt im Zentrum des Bundesstaates auf bis zu 100 m Höhe. Es zählt zur Gänze zur physiographischen Provinz der Halbinsel Yucatán, zu deren Subprovinz des yucatekischen Karstes sowie zur hydrographischen Region Yucatán Norte. Mit knapp 97 % der Gemeindefläche dominieren der Kalkstein als Gesteins- und der Leptosol als Bodentyp. Etwa 85 % der Gemeindefläche sind bewaldet, etwa 12 % werden ackerbaulich genutzt.
Das Municipio Tixpéhual grenzt an die Municipios Mérida, Tixkokob, Seyé, Acanceh und Kanasín.

## Bevölkerung
Beim Zensus 2010 wurden im Municipio 5388 Menschen in 1361 Wohneinheiten gezählt. Davon wurden 1428 Personen als Sprecher einer indigenen Sprache registriert, darunter 1410 Sprecher des Mayathan. Über acht Prozent der Bevölkerung waren Analphabeten. 2210 Einwohner wurden als Erwerbspersonen registriert, wovon 70,5 % Männer bzw. 4,25 % arbeitslos waren. Etwa 6,5 % der Bevölkerung lebten in extremer Armut.

## Orte
Das Municipio Tixpéhual umfasst laut Zensus 2010 14 bewohnte localidades, von denen nur der Hauptort vom INEGI als urban klassifiziert ist. Drei Orte hatten mehr als 500 Einwohner, acht Orte weniger als 100 Einwohner. Die größten Orte sind:
| Ort       | Einwohner |
| Tixpéhual | 3470      |
| Chochoh   | 0597      |
| Sahé      | 0507      |
| Techoh    | 0400      |
| Kilinché  | 0268      |